# Kanellos Kanellopoulos
Kanellos Kanellopoulos (griechisch Κανέλλος Κανελλόπουλος; * 25. April 1957 in Vrachneika, heute Patras) ist 14-facher griechischer Meister im Radsport und Extremsportler.

## Radsport
Kanellopoulos begann seine Rennfahrerkarriere im Alter von 14 Jahren mit dem Kauf seines ersten Rennrades. Er absolvierte über 500 Rennen und errang Meistertitel im Radsport: im Straßenrennen, Einzelzeitfahren, Mannschaftszeitfahren sowie auf der Bahn in der Einerverfolgung. Er gewann auch das Straßenrennen der Balkan-Meisterschaften 1982 und die Griechenland-Rundfahrt 1981. Mehrfach startete er sowohl im Straßenrennen als auch im Mannschaftszeitfahren bei den UCI-Straßen-Weltmeisterschaften. 1984 war er Teilnehmer der Olympischen Sommerspiele in Los Angelos, stürzte jedoch im Straßenrennen und schied aus. 1985 wurde er Dritter im Etappenrennen Grand Prix d'Annaba in Algerien. 1989 wurde er Sieger der Türkei-Rundfahrt.

## Rekordflug im Muskelkraft-Flugzeug

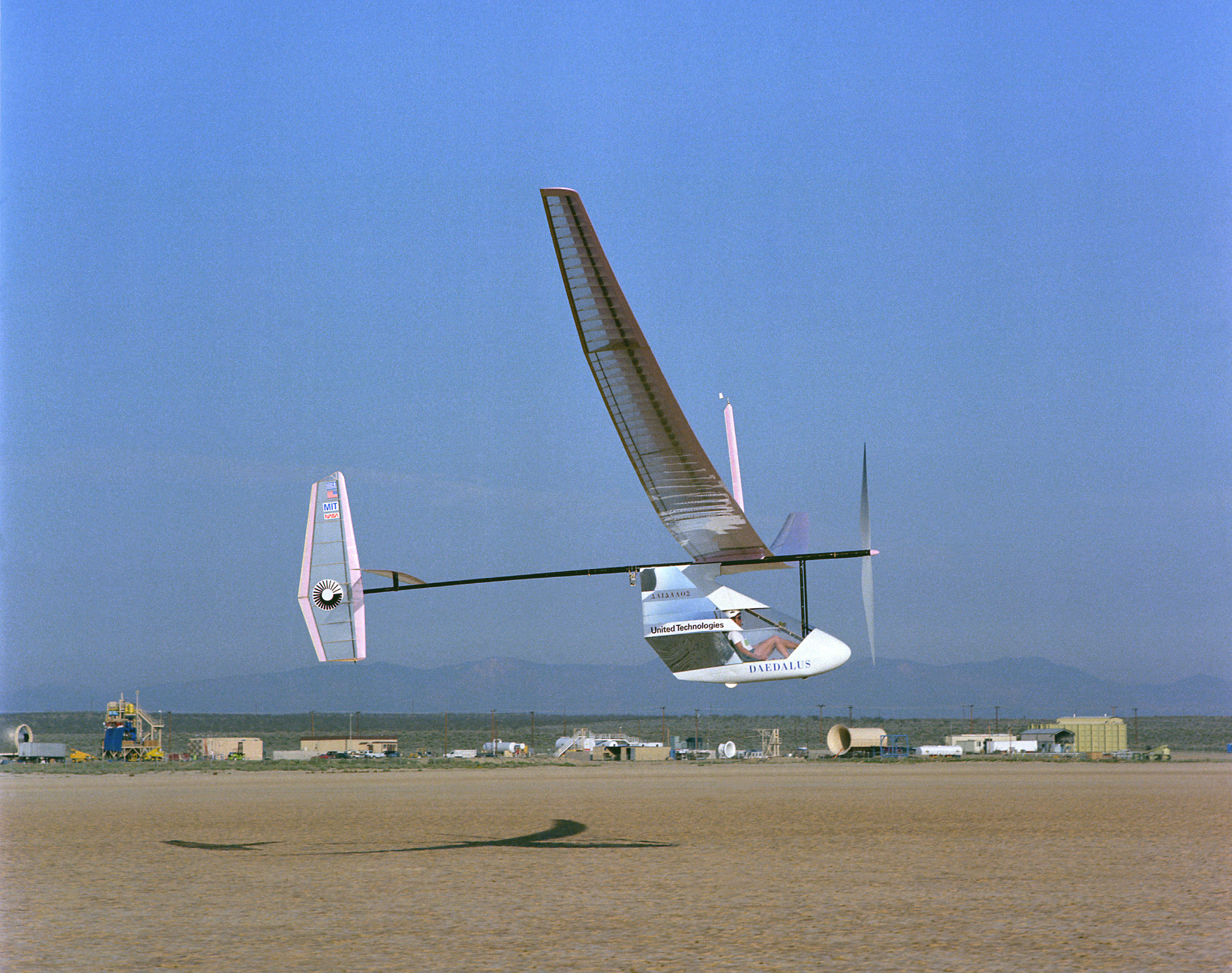
Daedalus im Flug, 1988

1985 wurde Kanellopoulos als einer von fünf Radrennfahrern für das Daedalus-Projekt ausgewählt. Nach umfangreichem Training flog er am 23. April 1988 mit dem pedalangetriebenen Muskelkraft-Flugzeug Daedalus von einer griechischen Luftwaffenbasis in Iraklio auf Kreta nach Santorin, einer Insel nördlich von Kreta. Er flog etwa sieben Meter über der Meeresoberfläche und wurde von etlichen kleinen Booten begleitet.
Der 30-jährige durchtrainierte Athlet war bei dem Flug 72 kg schwer, dazu kamen 32 kg Flugzeugmasse. Zur Sicherung seiner Leistungsfähigkeit trank er während des Fluges etwa vier Liter eines speziell für diesen Flug entwickelten Glucose-Mineral-Mischgetränks, das er über einen Plastikschlauch ansaugte.
Nach 3:54:59 Stunden und einem Flug über 115,11 Kilometer (Luftlinie) bei einer mittleren Geschwindigkeit von 29,5 km/h erreichte Kanellopoulos Santorin. Er stellte damit Weltrekorde für Flugdauer und Flugstrecke eines muskelkraftgetriebenen Flugzeugs auf. Als er im Landeanflug auf den schwarzen Strand von Perissa auf Santorin gegen den Wind drehen wollte, riss eine Bö das Heck ab, ein Flügel zerbrach, das Flugzeug fiel ins Wasser. Der Pilot konnte sich aus dem Wrack befreien und schwamm die restlichen 30 Meter an Land.
Kanellopoulos sagte später: „Das Schönste war eigentlich der Start.“ Der Rest war Schwerstarbeit, die ungefähr zwei hintereinander absolvierten Marathonläufen entsprach. 1988 erhielt Kanellopoulos für diesen Rekordflug die Harmon Trophy, eine amerikanische Auszeichnung für herausragende fliegerische Leistungen. Sein Weltrekord wurde bisher nicht überboten (Stand 2020).